# Venturia erythropus
Venturia erythropus là một loài tò vò trong họ Ichneumonidae.